# Chitlin' Circuit
Chitlin' Circuit era il nome con cui veniva comunemente indicato quell'insieme di locali sparsi attraverso gli Stati Uniti - come il Cotton Club o il Victory Grill - in cui musicisti, attori ed ogni altro tipo di artisti e intellettuali afroamericani erano liberi di esprimersi ed esibirsi nel periodo della segregazione razziale statunitense.

## Storia
Il nome deriva da chitterlings, una pietanza a base di interiora di maiale stufate o in zuppa rientrante nel cosiddetto soul food, l'insieme delle pietanze tradizionali della comunità afroamericana degli stati sudisti.
In breve il Chitlin' Circuit divenne una sorta di vivaio di talenti in cui artisti destinati a divenire leggendari mossero i loro primi passi: proprio nei locali che vi erano ricompresi iniziarono ad esibirsi personalità artistiche come Cab Calloway, Duke Ellington, Jimi Hendrix, Ray Charles, The Supremes, Ike & Tina Turner, George Benson, Dr. Lonnie Smith, Gladys Knight & the Pips, Otis Redding, The Isley Brothers e persino esponenti della corrente più commerciale della musica nera come Patti LaBelle e i Jackson 5.
Il chitarrista Edmund Darris, ench'egli frequentatore del circuito, ha dichiarato di essere intenzionato a girare un film sulla storia del Chitlin'.
Anche molti teatri, considerati a fine Novecento/inizio Duemila dei veri e propri templi della musica afroamericana, rientravano nel circuito: ne sono celebri esempi l'Apollo di Harlem, il Regal di Chicago, l'Howard di Washington, l'Uptown di Filadelfia, il Royal di Baltimora ed il Fox di Detroit.